# MLDonkey
MLDonkey是一个自由开源的多协议P2P应用程序。起初它只是一个Linux下的eDonkey协议客户端，现在它支持多种点对点协议，并能在在各种不同风格的类Unix系统、Mac OS X、Windows以及MorphOS下运行。它使用OCaml语言编写，同时有些部分使用了一些C语言以及汇编语言的代码，从而保证了它的高效能。

## 历史
MLDonkey的开发始于2001年，最初的开发者是INRIA的Fabrice Le Fessant。

## 功能
MLdonkey的核心功能包括：
- P2P文件共享，支持如下协议：
  - EDonkey Network
  - Overnet
  - Kad Network
  - BitTorrent
  - Gnutella
  - Gnutella2
  - FastTrack
  - OpenNap（现不可用）
  - SoulSeek（现不可用）
  - Direct connect file-sharing application（英语：DirectConnect）（现不可用）
  - HTTP／FTP
- 以C/S结构设计，后台的下载核心可以通过内置的Telnet以及Web界面操纵，也可以使用各种图形前端程序。

## 参看
- eDonkey软件比较
- eDonkey网络
- 檔案分享

## 图形用户前端
- KMldonkey （页面存档备份，存于）
- Sancho （页面存档备份，存于）
- Burro （页面存档备份，存于）